# На крыльях зова
На крыльях зова — пятый альбом группы Alkonost. На сегодняшний день это последний альбом группы с участием одного из основателей коллектива Алексей Соловьёва, объявившего после его выпуска об уходе из состава команды. Это первый альбом Alkonost, в записи которого приняла участие временная вокалистка Ирина Зыбина.
Список композиций составляют шесть оригинальных композиций, кавер-версия на песню челнинской группы Canonis, а также две композиции с первого русскоязычного альбома Межмирье, записанные с новым вокалом.

## Список композиций
| №  | Название                      | Текст песни                    | Длительность |
| -- | ----------------------------- | ------------------------------ | ------------ |
| 1. | «Корабль-птица»               | Алексей Соловьёв и Mara Mirkie | 6:00         |
| 2. | «Хладный огнь ночи»           | Алексей Соловьёв и Mara Mirkie | 5:30         |
| 3. | «Древы-думы»                  | Алексей Соловьёв и Mara Mirkie | 5:35         |
| 4. | «Несказанный свет»            | Алексей Соловьёв и Mara Mirkie | 5:32         |
| 5. | «Чудосветная быль»            | Алексей Соловьёв и Mara Mirkie | 6:55         |
| 6. | «Алый цвет»                   | Алексей Соловьёв и Mara Mirkie | 5:33         |
| 7. | «Плач княжны (Canonis cover)» | Алексей Соловьёв и Mara Mirkie | 6:55         |
| 8. | «Новые неведомые земли»       | Алексей Соловьёв и Mara Mirkie | 5:14         |
| 9. | «Безвременье»                 | Алексей Соловьёв и Mara Mirkie | 4:30         |

## В работе над альбомом участвовали
- Андрей Лосев — гитара
- Алексей Соловьёв — бас-гитара, вокал
- Альмира Фатхуллина — клавишные
- Антон Чепигин — ударные
- Алёна Пелевина — вокал (композиции 2—7)
- Дмитрий Соколов — гитара
- Ирина Зыбина — вокал (композиции 1, 5, 8, 9)
- В записи альбома приняли участие вокалисты групп «Сварга» (Илья «Wolfenhirt» Гура), «Калевала» (Ксения Маркевич), «Рарогъ» (Александр «Шмель» Швилев).